# 祝千·图丹成来南嘉
祝千·图丹成来南嘉（？—？）民族及籍贯不详，第四世祝千活佛。

## 生平
图丹成来南嘉是第三世祝千活佛官却嘉措之后的第四世祝千活佛。其后，为第五世祝千活佛洛藏官却丹增。